# Primorsk (Kaliningrado)
Primorsk (en ruso: Приморск), conocida de manera oficial hasta 1946 como Fischhausen (en alemán: Fischhausen, en lituano: Žuvininkai/Skanavikas, en polaco: Rybaki) es un asentamiento urbano a orillas de la laguna del Vístula que forma parte del distrito de Baltisk en el óblast de Kaliningrado, Rusia. En 2010 tenía una población de 1956 habitantes.

## Geografía
La ciudad está ubicada en el suroeste de la península de Sambia, situada junto a una bahía en la costa norte de la laguna del Vístula. Primorsk está a unos 30 km al oeste del centro administrativo de Kaliningrado.

## Historia

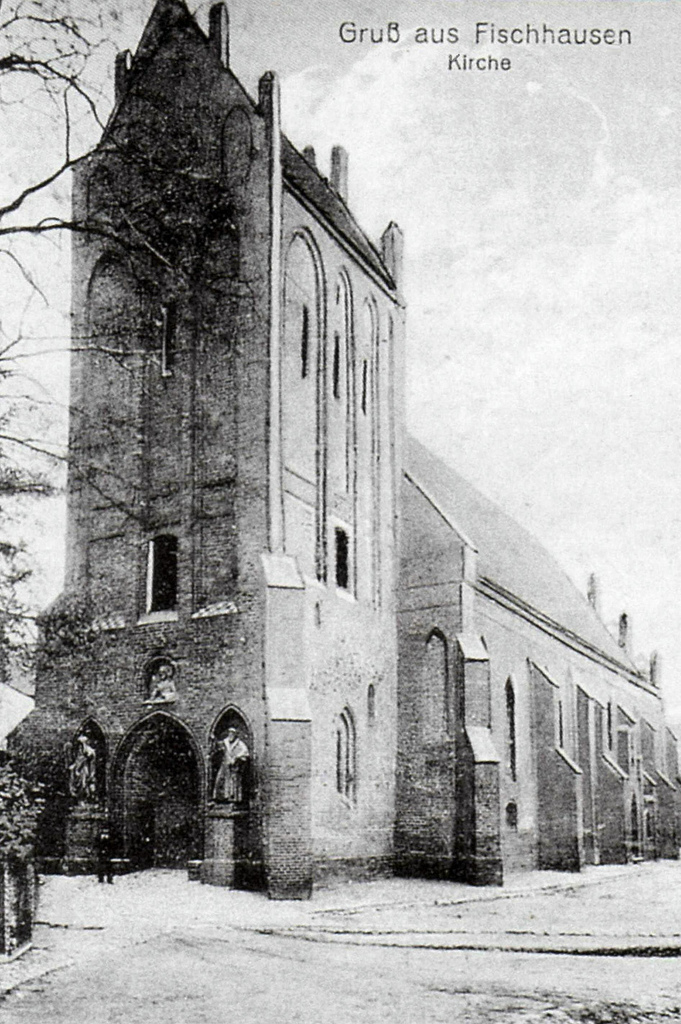
Antigua iglesia de Fischhausen

El sitio ha sido asociado con el nombre de San Adalberto de Praga, quien fue enviado con soldados de Boleslao I de Polonia del recién establecida reino para conquistar Prusia. San Adalberto fue decapitado cerca en 997 por los sambianos paganos después de que destruyó su robledal sagrado. Siguieron varios intentos de conquista por parte de los polacos, pero fueron repelidos con éxito. En 1254, el territorio de Sambia de los antiguos prusios fue conquistado por las fuerzas de la Orden Teutónica, dirigida por el rey Otokar II de Bohemia, durante la Cruzada prusiana.
Tras la división de las tierras conquistadas, el obispo de Sambia hizo erigir un castillo en el sitio llamado Schonewik (derivado del antiguo prusiano: Skanevīs). Mencionado por primera vez en una escritura de 1268, es uno de los más antiguos de la región. Se estableció un asentamiento a partir de 1299 y sus ciudadanos, principalmente descendientes de Stralsund en el principado danés de Rügen, recibieron una primera carta de ciudad en 1305. Como residencia episcopal de los obispos de Sambia, se llamó Bischoveshusen o brevemente Vischhusen desde aproximadamente 1325 La iglesia parroquial gótica, ricamente dotada, fue una de las más antiguas de la provincia.
Cuando en 1525 el obispo Jorge de Polentz renunció a sus derechos, su residencia en Fischhausen se incorporó al secular ducado de Prusia. El 12 de febrero de 1526, el duque Alberto I de Prusia, ex gran Maestre de los Caballeros Teutónicos, se casó con la princesa Dorotea de Dinamarca en la capilla del castillo de Fischhausen. La fortaleza se convirtió en la residencia de su hijo Alberto Federico, discapacitado mental, hasta su muerte en 1618. Posteriormente, el castillo se deterioró y finalmente fue demolido por orden del rey Federico I de Prusia, que utilizó sus piedras para la expansión de la cercana fortaleza de Pillau.
Tras la reorganización de las tierras prusianas después del Congreso de Viena, Fischhausen se convirtió en la sede administrativa de un distrito (Kreis Fischhausen) dentro de la provincia de Prusia Oriental en 1818. Una estación en la línea del ferrocarril del sur de Prusia Oriental desde Königsberg a Pillau se inauguró en 1865, con un ramal hacia Palmnicken (Yantarny) en la Costa de Ámbar. Según el censo alemán de 1939, la población de la ciudad era de 3.879 habitantes.
Durante la Segunda Guerra Mundial, el Ejército Rojo soviético avanzó hacia Fischhausen tras la captura de Königsberg. La ciudad fue capturada después de una batalla del 21 al 24 de abril de 1945; durante los combates la ciudad medieval fue destruida casi por completo. Después de la guerra, la ciudad pasó al control soviético y en 1946 se le dio su nombre actual (que literalmente significa "junto al mar" en ruso). Finalmente perdió su condición de sede de distrito y se incorporó al distrito de Zelenogradsk en 1947. Parte del recién establecido distrito de Baltisk desde 1996, su estatus fue degradado a asentamiento de tipo urbano en 2005. En 2008, su estatus de ciudad fue restaurado.

## Demografía
Su población es de 1956 (censo 2010) frente a 2.150 del censo de 2002 y 1792 del censo de 1989. En el pasado la mayoría de la población estaba compuesta por alemanes, pero tras el fin de la Segunda Guerra Mundial fueron expulsados a Alemania y se repobló con rusos.
| Gráfica de evolución de Primorsk entre 1768 y 2010 |
|                                                    |

## Infraestructura

### Arquitectura y monumentos
En los alrededores se encuentran las ruinas del castillo de Fischhausen de 1268, así como el cementerio militar alemán de los soldados que murieron durante la Primera Guerra Mundial, y el lugar de enterramiento de los soldados soviéticos que murieron durante la Segunda Guerra Mundial durante la toma de la ciudad en abril de 1945. Desde lejos se puede ver la torre de agua de construcción alemana que domina el pueblo, una de las estructuras antiguas más notables.
En 1997, se inauguró el Museo de Historia de la Ciudad de Primorsk (Fischhausen), que se encuentra en la Casa de la Cultura, donde también hay una biblioteca municipal.

### Transporte
La estación de tren de la ciudad es la de Primorsk-Novy, en un estado de importante degradación, situada en la línea Baltisk-Kaliningrado. Anteriormente, también estaba conectado por una línea ferroviaria con Svetlogorsk a través de Yantarny (este tramo, construido en el período alemán, está hoy desmantelado).
Las autopistas A-193 Kaliningrado-Baltisk (A-193) y  Baltisk-Svetlogorsk (A-192) pasan por Primorsk.

### Militar
Las unidades militares de la Flota Báltica de la Armada Rusa están estacionadas en la ciudad, tales como: un punto de base de barcos, un batallón de ingeniería marina separado y una base de comunicaciones.

## Galería

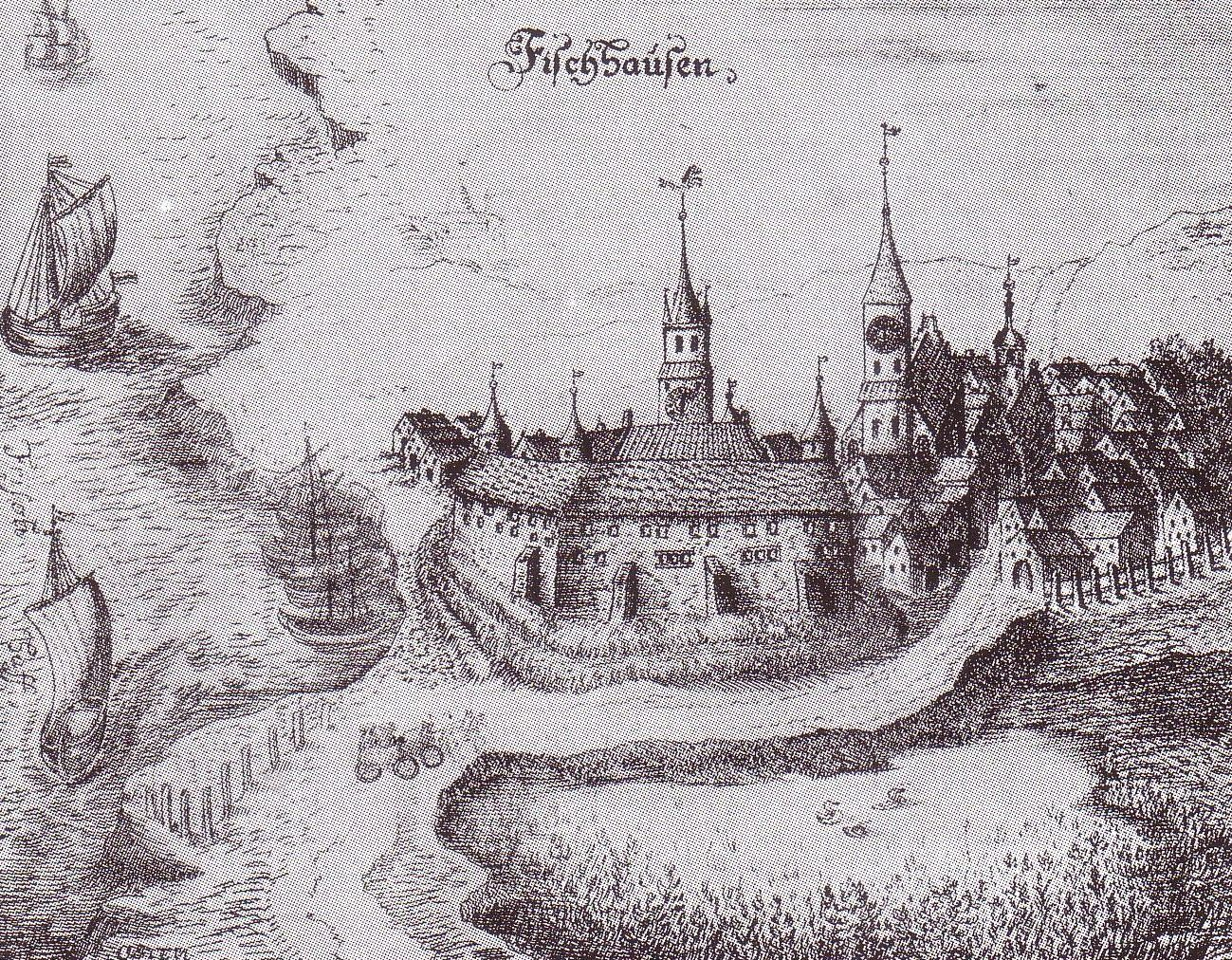
Grabado de la ciudad de Fischhausen (1684)
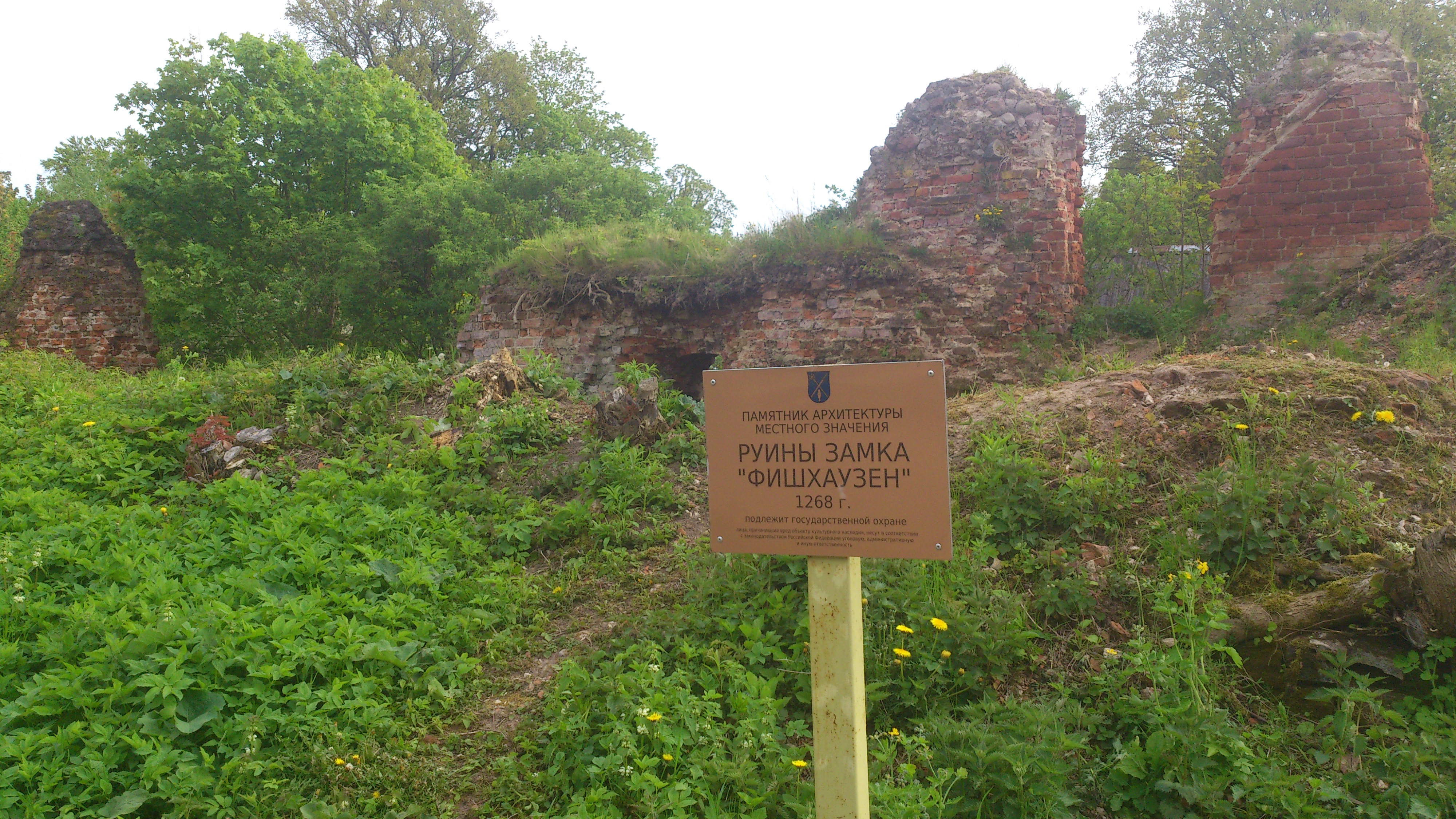
Ruinas del castillo de Fischhausen
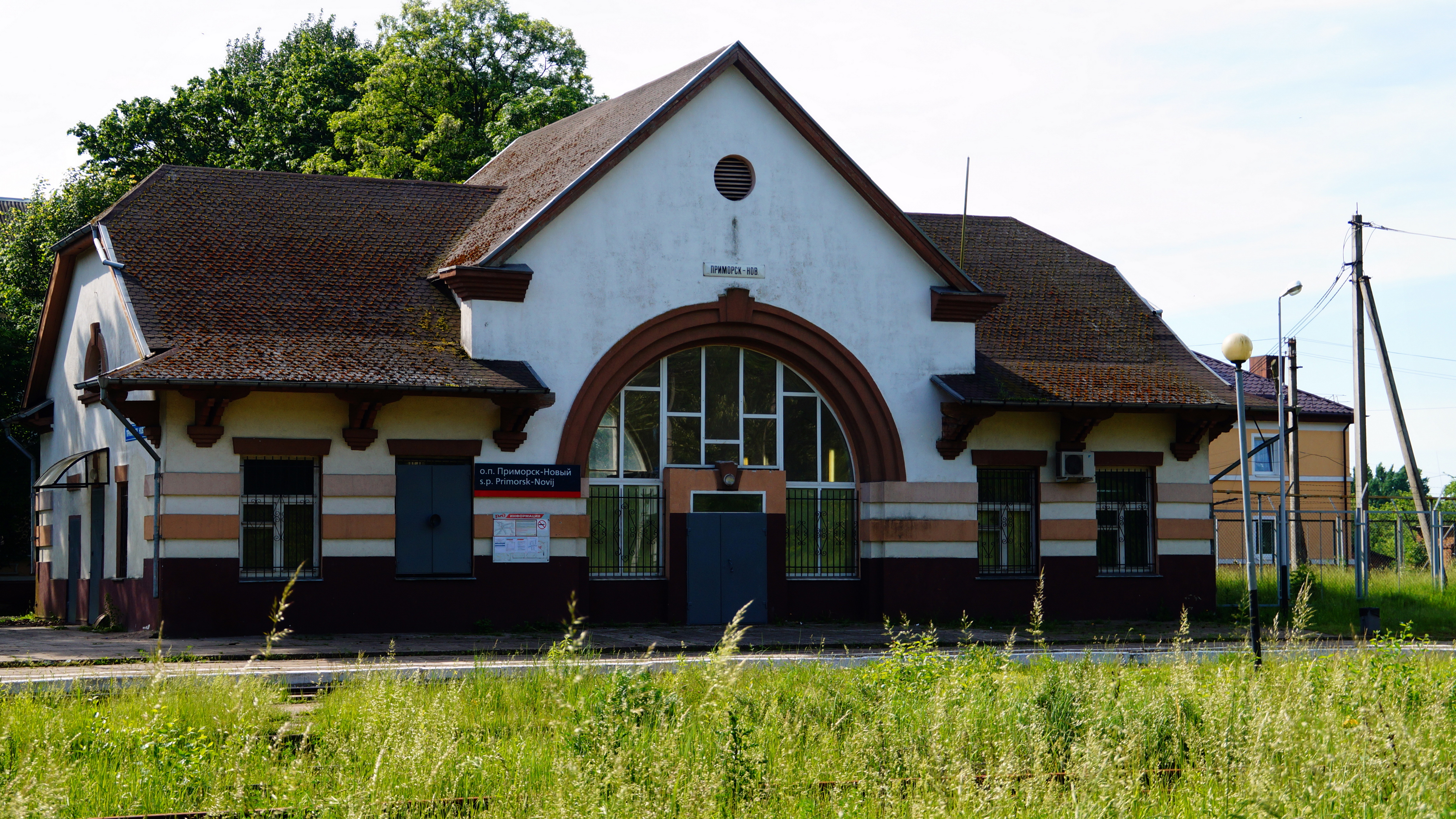
Estación de trenes de Primorsk

## Personales ilustres
- Arthur von Hippel (1841-1916), oftalmólogo alemán.
- Wilhelm Wien (1864-1928), físico alemán que recibió el Premio Nobel de Física en 1911 por su trabajo sobre la radiación térmica.
- Dietrich von Saucken (1892-1980), general alemán que fue el último militar que recibió la Cruz de Caballero de la Cruz de Hierro con Hojas de Roble, Espadas y Brillantes.
- Marie Jonas (1893-1944), doctora judía alemana, víctima del Holocausto.
- Arno Motulsky (1923-2018), profesor de genética médica y ciencias del genoma en la Universidad de Washington.